# Tiltott gyümölcs (televíziós sorozat)
A Tiltott gyümölcs (eredeti cím: Yasak Elma) egy 2018 és 2023 között bemutatott török televíziós sorozat, melynek főszereplői Şevval Sam, Eda Ece és Talat Bulut. A sorozat Törökországban 2018. március 19-én indult a FOX-on, Magyarországon 2021. március 10-én kezdte sugározni az Izaura TV.     2023.Július 13-tól korábbi részeket ismételnek.

## Történet
Ender Argun befolyásos nő a magas osztályú török társadalomban, mivel a jómódú Halit Argun felesége. Yıldız Yılmaz viszont egy közönséges, de ambiciózus lány, aki gazdagságra és jólétre vágyik. Vágya valóra válik, amikor Ender a saját javára szóló tervvel fordul hozzá, megváltoztatva ő és őszinte húga, Zeynep életét.

## Szereplők
| Színész(nő)                    | Szerep                                             | Magyar hang        |
| ------------------------------ | -------------------------------------------------- | ------------------ |
| Şevval Sam                     | Ender Celebi Argun Tasdemir Ekinci Kuyucu Yildirim | Bertalan Ágnes     |
| Eda Ece                        | Yıldız Yılmaz Argun Kuyucu Yildirim                | Csuha Borbála      |
| Talat Bulut                    | Halit Argun                                        | Kőszegi Ákos       |
| Vildan Vatansever              | Aysel Rüstem                                       | Dögei Éva          |
| Barış Aytaç                    | Caner Çelebi                                       | Penke Bence        |
| Serkan Rutkay Ayıköz           | Emir Yüksel                                        | Gacsal Ádám        |
| Melisa Doğu                    | Asuman Yılmaz                                      | Sági Tímea         |
| Kuzey Gezer                    | Halit Can Argun                                    | Kerekes Máté       |
| Berk Oktay                     | Çağatay Kuyucu                                     | Jakab Márk         |
| Bahtiyar Memili                | Sedai                                              | Oroszi Tamás       |
| Gamze Atay                     | Güler                                              |                    |
| Hayati Akbaş                   | Hayati                                             |                    |
| Emre Dinler                    | Ömer Kurtoğlu                                      | Pál Tamás          |
| Ece Dizdar                     | Feyza Üstündağ                                     | Csondor Kata       |
| Biran Damla Yılmaz             | Kumru Yildirim Kuyucu Önder Celebi                 | Gáspár Kata        |
| Murat Aygen                    | Dogan Yildirim                                     | Czvetkó Sándor     |
| Yasmin Erbil                   | Canan                                              |                    |
| Gizem Denizci                  | Gülnaz                                             |                    |
| Gülenay Kalkan                 | Feride Taşkın                                      | Kovács Nóra        |
| Erdal Özyağcılar               | Hasan Ali Kuyucu                                   | Melis Gábor        |
| Şafak Pekdemir                 | Zehra Argun Kara                                   | Bogdányi Titanilla |
| Barış Kılıç                    | Kaya Ekinci                                        | Dányi Krisztián    |
| Nesrin Cavadzade               | Sahika Ekinci Kilic Kuyucu                         | Sallai Nóra        |
| Nilperi Şahinkaya              | Cansu Yıldırım                                     | Nemes Takách Kata  |
| Selin Uzal                     | Diana                                              |                    |
| Mert Altınışık                 | Mahmut Haznedar                                    |                    |
| Can Nergis                     | Mert Kara                                          |                    |
| Ahmet Haktan Zavlak            | Erim Argun 2                                       |                    |
| Buçe Buse Kahraman             | Lila Argun 2                                       | Magyar Viktória    |
| Talat Bulut                    | Halit Argun                                        | Kőszegi Ákos       |
| Doğaç Yıldız                   | Yiğit Ekinci                                       | Timon Barna        |
| Gökhan Alkan                   | Kerim İncesu                                       | Kádár-Szabó Bence  |
| İlber Uygar Kaboğlu            | Erim Argun 1                                       | Égner Milán        |
| Hakan Karahan                  | Nadir Kılıç                                        |                    |
| Cavit Çetin Güner              | Hilmi                                              |                    |
| Tuvana Türkay                  | Leyla                                              |                    |
| Nilgün Türksever               | Zerrin Taşdemir                                    | Farkasinszky Edit  |
| Sinan Eroğlu / Ahmet Kayakesen | Hakan Kurtuluş                                     | Kékesi Gábor       |
| Ayşegül Çınar                  | Lila Argun 1                                       | Magyar Viktória    |
| Onur Tuna                      | Alihan Taşdemir                                    | Zöld Csaba         |
| Sevda Erginci                  | Zeynep Yilmaz Tasdemir Kazancoglu Kilic Gündüz     | Csifó Dorina       |
| Erdem Kaynarca                 | Dündar                                             |                    |
| Tolga Sala                     | Kurban                                             |                    |
| Sarp Can Köroğlu               | Kemal                                              | Szabó Máté         |
| Zeynep Bastık                  | İrem                                               | Molnár Ilona       |
| Ebru Şahin                     | Hira                                               | Hám-Kereki Anna    |
| Yeliz Şar                      | Defne                                              |                    |
| Gün Akıncı                     | Cem                                                |                    |
| Tufan Günaçan                  | Gazeteci Cüneyt                                    |                    |
| Kıvanç Kasabalı                | Sinan                                              | Posta Victor       |
| İrem Kahyaoğlu                 | Şengül Doğan                                       | Mezei Kitty        |
| Tuğçe Koçak                    | Lal Uzun                                           |                    |

## Évados áttekintés
| Évad | Évad | Török epizódok száma | Magyar epizódok száma | Eredeti sugárzás     | Eredeti sugárzás  | Eredeti sugárzás     | Magyar sugárzás     | Magyar sugárzás   | Magyar sugárzás |
| Évad | Évad | Török epizódok száma | Magyar epizódok száma | Évadpremier          | Évadfinálé        | Eredeti adó          | Évadpremier         | Évadfinálé        | Magyar adó      |
| ---- | ---- | -------------------- | --------------------- | -------------------- | ----------------- | -------------------- | ------------------- | ----------------- | --------------- |
|      | 1.   | 12                   | 35                    | 2018. március 19.    | 2018. június 4.   |                      | 2021. március 10.   | 2021. április 28. |                 |
|      | 2.   | 35                   | 104                   | 2018. szeptember 10. | 2019. május 27.   | 2021. április 28.    | 2021. szeptember 6. |                   |                 |
|      | 3.   | 27                   | 84                    | 2019. szeptember 9.  | 2020. március 23. | 2021. szeptember 7.  | 2022. január 11.    |                   |                 |
|      | 4.   | 36                   | 98                    | 2020. szeptember 7.  | 2021. május 10.   | 2022. január 12.     | 2022. június 2.     |                   |                 |
|      | 5.   | 36                   | 94                    | 2021. szeptember 13. | 2022. június 13.  | 2022. június 3.      | 2022. október 12.   |                   |                 |
|      | 6.   | 31                   | 84                    | 2022. szeptember 19. | 2023. június 5.   | 2023. szeptember 25. | 2024. január 22.    |                   |                 |